# 제주마
제주마(濟州馬)는 대한민국 제주특별자치도에 기르는 조랑말의 총칭으로, 1986년 2월 8일 대한민국의 천연기념물 제347호로 지정되었다.

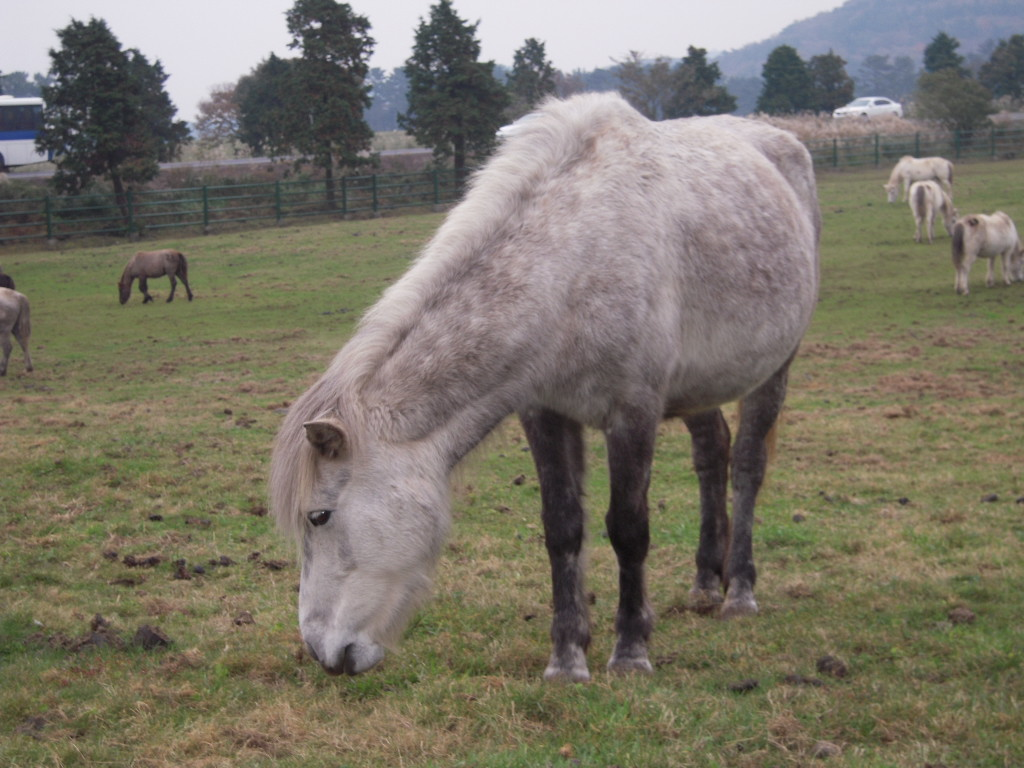
풀 뜯어 먹고 있는 제주 조랑말

## 개요
흔히 '제주도 조랑말'이라고 하며, 키가 작아서 과실나무 밑을 지날 수 있는 말이라는 뜻의 ‘과하마(果下馬)’ 또는 ‘토마(土馬)’라고도 한다.
제주도에는 이미 오래전부터 자생종 말이 존재한 것으로 보이지만, 본격적으로 현재와 가까운 품종의 제주마를 기르게 된 것은 13세기의 일로, 몽골로부터 지금의 제주마 품종이 유입되었다고 알려져 있다. 제주의 농경문화에 크게 기여하였으며 한때 그 수가 2만여 마리에 달했던 시대도 있었다. 하지만 운송수단의 발달 및 농기계 보급 등으로 인해 개체수가 급격히 감소하였다. 현재 대한민국 정부는 제주마의 혈통 및 품종 보존을 위하여 제주마를 천연기념물로 지정하여 보호하고 있다.
제주마 키는 암컷이 117cm, 수컷이 115cm 정도로 비교적 키가 작으며, 성격은 온순하고 체질이 건강하여 병에 대한 저항력과 생존력이 강하다. 털색은 밤색이 가장 많고 적갈색, 회색, 흑색 등의 순서이다. 전체적으로 앞쪽이 낮고 뒤쪽이 높으며 몸길이가 긴 독특한 체형이다.
2011년 제주도청 집계에서 확인된 제주도 내 농가 1,157곳에서 기르는 총 22,223마리의 말 가운데 혼혈종 한라마 16,692마리와 수입산 서러브레드 4,179마리를 제외한 나머지 제주마는 모두 1,392마리로 그 가운데 혈통이 등록된 순종은 200마리인 것으로 집계되었다.

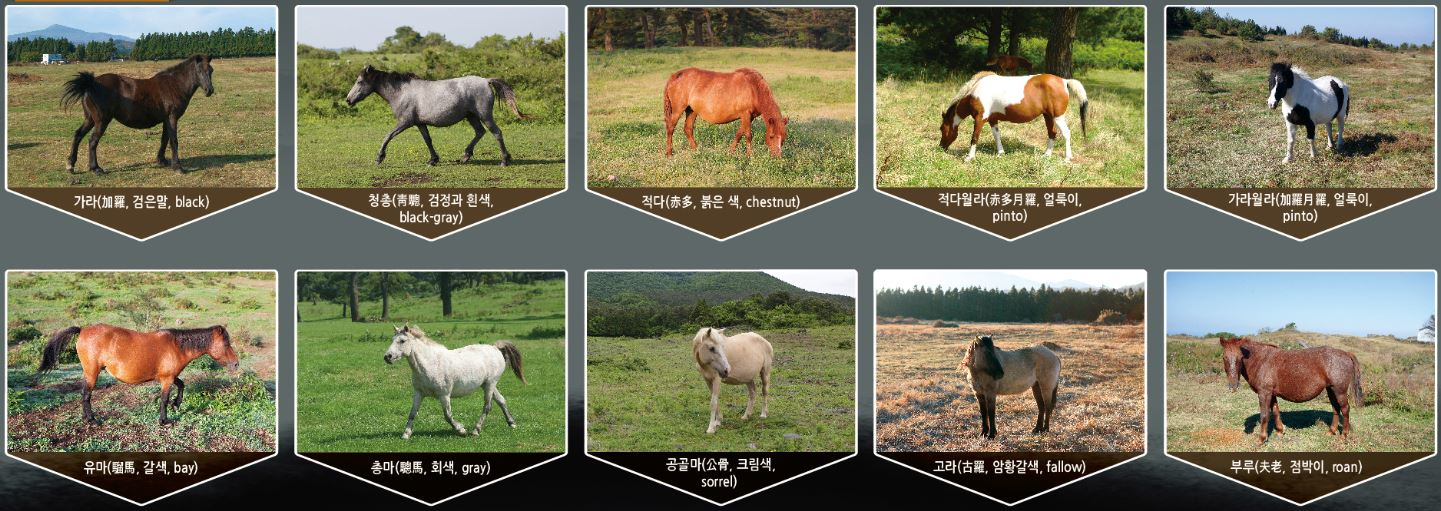
색상별 조랑말

## 역사
이미 대정읍 상모리와 안덕면 사계리 해안의 사람과 척추동물 발자국 화석(천연기념물 제464호) 등에서 구석기 말부터 청동기 시대에 걸쳐 제주에서 말을 기르고 있었음을 알 수 있다. 곽지리 조개무지, 월령리 한들굴 등에서 출토된 말의 이빨이 발굴되기도 했다. 문종(文宗) 27년(1073년)에 탐라국에서 말이 예물로서 진상되었다.
원종(元宗) 14년(1273년) 삼별초를 평정하고 제주에 탐라총관부를 세워 제주를 장악한 원(元)이 남송과 일본을 공략하기 위한 군마를 공급하기 위한 거점으로서 삼았다. 충렬왕 2년(1276년)에 탐라총관부 다루가치 탑자적(塔刺赤)이 다시 몽골 궁정의 말 160마리를 제주 동쪽에 수산평(水山坪, 지금의 서귀포시 성산읍 수산리 일대)에 풀어 길렀다. 흔히 이때부터 제주에서 본격적인 말 사육이 시작되었다고 본다. 이듬해(1277년)에 제주의 목마장을 관리하기 위해 수산평과 한경면 고산리에 각각 동 · 서 아막(阿幕)이 설치되고, 말과 함께 말을 기르는 전문가들이 제주에 들어왔으며 이들은 훗날 목호(牧胡)라 불리게 되었다.
이들 목호의 임무는 제주에서 말을 기르고, 고려 본토를 통해 말을 원에 보내는 것이었다. 목호들에 의해서 말 기르는 기술과 함께 몽골어로 된 말 사육 용어도 전래되었으며, '고라', '구렁', '부루', '적다'라는 제주어 용어도 당시의 몽골 어휘에서 유래된 것으로, 제주마의 수가 가장 많았던 때는 고려 말 - 조선 초에 걸쳐 2만 마리가 방목되던 때로 알려져 있다.
공민왕(恭愍王)의 반원자주정책으로 고려 조정은 몽골을 배제하고 제주의 지배권과 말 사육을 장악하고자 했고, 한편으로 원에 맞서기 위해 중국 남쪽에서 일어난 명(明)에 접근하는 정책을 펼친 고려에 명은 원과의 전쟁에 필요한 군마 공급을 위해 제주의 말을 조공품으로 요구하였다. 이에 목호들은 고려 관리를 살해하고 원 본국에 관리를 파견해줄 것을 청하는 등 고려 조정에 계속해 맞섰고, 공민왕 23년(1374년) "세조 황제(쿠빌라이 칸)가 풀어 기르신 말을 적국에 내줄 수는 없다"며 봉기를 일으킨다(목호의 난). 이 봉기는 최영에 의해 대대적으로 진압되었고, 제주는 고려에 귀속되었다.
조선 왕조의 개창자이자 고려 말의 무장으로서 활약했던 이성계에게는 팔준마라 불리는 여덟 마리의 명마가 있었는데, 이 중 위화도 회군 당시 타고 있었던 응상백(凝霜白)이 제주마였다고 한다. 말의 수를 늘리기 위해 말고기 먹는 것도 금지되어, 태조 7년(1398년)에 4,414필이던 제주마는 세종(世宗) 11년(1429년)부터 16년(1434년)까지 1만여 필로 불어났다. 《세종실록》에는 세종 11년(1429년)에 제주 출신의 관인 고득종(高得宗)의 건의에 따라 한라산(漢拏山) 중산간 지역에 조성되었는데, 이때 해안 지역의 촌락과 농경지와의 경계를 위해 돌로 하잣(돌담)이라는 돌담을 쌓았고, 성종(成宗) 24년(1493년) 이전에 완성된 하잣을 기준으로 10개의 구역으로 나눈 10소장이 설치됐다. 각 소장의 둘레는 45∼60리였다.
조선 시대의 제주목마장은 의정부, 병조 및 사복시(司僕寺)의 지휘 감독 아래서 전라도감찰사, 제주목사, 감목관(제주 판관 · 정의현감 · 대정현감 겸임), 마감, 군두, 군부, 목자 등 순서의 계급으로 배치돼 운영되었다. 제주마는 왕이 타는 어승마를 비롯해 군마, 종마, 역마, 파발마, 태마, 만마, 복마 등 다양하게 활용되었으며, 한양의 조정에 해마다 200필과 진상마 60필을 바쳤을 뿐 아니라 제주목사 등 관리에게도 바치도록 규정되어, 3년 주기로 말을 차출했다. 말의 상태가 좋지 않을 경우 목자의 책임으로 전가되어 말값을 본인뿐 아니라 친척들까지 나서서 배상 책임을 지고 물어내야 했는데, 풀이 없는 초봄이나 겨울이 되면 굶주려 죽는 말이 많았고, 이때 목자는 죽은 말의 가죽을 벗겨서 말이 자연사했다는 증거로 관가에 바치도록 되어 있었으며, 관가에서는 장부의 기록과 대조하여 말이 자연사한 것이 확인되면 가죽을 돌려주었지만, 대부분 관리들에 의해 목자들의 과실로 처리되어 목자들이 말값을 물어내려다 파산하는 경우가 많았다.
숙종(肅宗) 28년(1702년) 목사 이형상(李衡祥)에 의해 제작된 《탐라순력도》에는 관 소유의 말이 9,372필, 소 703필에 제주의 인구수가 43,515명으로 기록되어 있는데, 여기에 기록된 수치는 관 소유만을 기록한 것으로 민간 소유의 말을 포함할 경우 제주마의 수는 더 늘어날 것으로 추정된다.
개항 이후 일제강점기를 거치면서 운송수단의 발달 및 농기계 보급으로 제주마의 이용가치는 감소했다. 특히 1948년 4.3사건 당시 제주 해안선 5km 바깥(주로 한라산 중산간 지대의 마을)에 내려진 이른바 '소개령'과 함께 주인을 잃고 버려져서 산야를 돌아다니다 아사하는가 하면, "내버려 두었다간 산폭도의 양식이 될 수 있다"는 명목으로 토벌대에 의한 살처분이 행해져서 제주마의 수는 대폭 감소한다. 1984년 당시 순종 제주마는 1천 마리가 조금 못 되었다.
1986년 2월에 대한민국 정부는 혈통이 확인된 순종 제주마 64마리를 천연기념물 제347호로 지정해 국가 차원에서 보호하기로 하였다. 천연기념물로 지정하기 직전의 제주마 사육두수는 1,347필이었다.
2000년 7월에는 '제주마 등록관리 규정'을 제정하였고, 2002년 4월부터 제주도(道) 차원에서 제주마에 대한 기초등록 업무를 시작했다.

## 보존 관리
제주마는 혈통등록마와 기초등록마로 등록되어 관리된다. 부마(父馬)와 모마(母馬)가 모두 혈통등록되어 있는 말 사이에 태어난 것이 혈통등록마이고, 농가에서 사육되던 말로서 선대의 혈통을 알 수 없지만 외모와 유전자는 제주마인 개체로 확인된 것이 기초등록마로서, 제주특별자치도 축산진흥원은 이 기준에 따라 174마리를 제주마로 선정하여 등록하였다.
제주특별자치도 축산진흥원의 규정에 따르면, 천연기념물로서 제주마로 확인받기 위해서는
1. 엉덩이는 완만한 경사를 이루며
2. 궁둥이는 돌출되지 않을 것
3. 체격에 비해 머리가 크고 눈은 둥글 것
4. 목은 굵고 털은 윤택할 것
5. 강인한 인상을 줄 것

등의 다섯 가지 기준의 외모 심사 기준과 함께, 17가지 유전인자를 확인하는 DNA 검사를 거치도록 하고 있다. 이 기준에 따라 기초등록이 이루어지면 말의 '신분증'이라 할 수 있는 등록 전자칩이 말의 목 근육에 심어지고, 전자칩 리더기를 통해 출생정보 등의 이력을 확인할 수 있게 된다.

### 정부 차원의 보존 관리의 문제점
유전자가 일치한다 해도 외모나 발육상태가 통상 규정된 제주마의 표준 외형과 다르다면 제주마로 인정받을 수 없는데, 2005년 제주마 유전자 분석을 통과한 암말 1필의 제주마 기초등록을 위한 신청이 제주특별자치도 축산진흥원에 의해 "발육상태와 일반 외모가 제주마의 형태가 달라서 제주마로 등록 관리되기는 부적합하다"고 판정되어 거절된 일이 있었다. 당시 마주(강 모씨, 당시 49세)는 이에 불복하여 제주도축산진흥원장을 상대로 '제주마 기초등록거부처분' 취소에 관한 소송을 제기했고, "DNA 검사 결과 제주마로 인정된 말을 발육상태와 외모만으로 제주마 기초등록을 거부한 것은 부당하다"는 요지의 주장을 펼쳤다. 하지만 2006년 12월 27일 제주지방법원 행정부(고충정 수석부장판사)는 23,000여 개에 달하는 말 유전자 가운데 17개 유전자만을 선별 분석한데 따른 한계가 있다는 점과 표준발육 성적이 불량하고 외모심사에서 등록관리 부적합 결정을 받은 말은 제주마로 등록 관리될 수 없다며 축산진흥원의 변론을 받아들여, 마주의 소송을 기각하였다.
제주에 경마장이 들어선 뒤, 2020년부터는 제주 재래마, 즉 제주마로 등록된 말에 한해서만 경주마로 사용한다는 방침을 마사회가 세운 것도 제주마 논쟁에 불을 지폈다. 2007년 말까지 제주도내 말 사육규모는 807농가에 18,634마리로 집계되었는데, 이 중 제주 재래마로 등록되어 안정적인 판로를 확보한 비중은 878마리로 전체 5% 정도에 불과했고, 같은 해 11월 9일, 사단법인 제주경주마생산자협회(회장 허종택)는 제주도의회 도민의 방에서 '제주마 진상규명 촉구'라는 슬로건을 내걸고 기자회견을 가졌는데, 제주특별자치도 축산진흥원이 제주마 순종을 판정하기 위한 유전자 검사에서 사용하는 17개 유전자는 신뢰성이 없으며, 제주마만 특이 유전자가 없다는 사실이 각종 용역 결과에서 밝혀졌다며 축산진흥원이 내세우는 제주마의 진실성에 대한 의문을 제기하였다. 축산진흥원에서 제주마로 선정 등록한 174마리 말 가운데 일부는 선대의 혈통을 알 수 있을 뿐 아니라 외래종인 서러브레드의 암말이 제주마로 등록되어 있다며 현재 등록된 기초등록마 174마리에 대한 전면 전수조사와 현행 제주마 등록관리시스템에 대한 전면 원점 재검토, 제주자치도 축정(畜政) 당국이 제주마 진위규명을 위해 학계와 생산자, 민간으로 구성된 '제주마진상규명 위원회'(가칭)를 구성, 제주마에 대한 진위를 규명해줄 것을 요구하였다. 2008년 5월 23일에는 같은 협회의 사무국장을 지낸 김동원(46. 제주시 구좌읍) 씨를 비롯한 제주마 사육농가 단체 70여 명이 제주도청을 방문해 "제주가 현재의 제주마 등록제도를 고수할 경우 제주의 말 사육농가들은 모두 도산할 수밖에 없다"며 도의 현행 제주마 혈통등록 및 마필정책에 대해 어려움을 호소하고 항의하는 사건이 벌어지기도 했다.
제주마의 '외모' 기준에 대해서는 그 객관성과 공정성에 대해 이미 의문이 제기되고 있는데, 실제로 2008년에 이루어진 제주도 감사위원회의 ‘제주마 등록제도’ 전반에 대한 특별감사에서 부적정 업무 처리 사례 10건이 적발되고, 시정 및 개선을 요구하는 한편 관련 공무원 3명에 대한 문책이 요구되기도 했다. 감사 결과에서 드러난 것은 우선 제주마 외모의 심사에서 이미 마련된 객관적 기준을 제쳐두고 심사위원의 주관적 체형판단에 의존하거나, 기초 등록마와 혈통 등록마가 모두 동일한 유전자 분석기준을 적용해야 함에도 혈통 등록마에 대해선 소홀한 기준을 적용하는 바람에, 비지정 유전자를 가진 혈통 등록마가 순종 제주마의 씨수말로 기초등록되어 민간에 분양되고 그 새끼들이 계속 제주마로 등록되는 결과를 초래했으며, 친자 확인뿐 아니라 발육상황 확인 및 혈통등록증 발급업무도 미흡했음이 드러났다. 이에 제주특별자치도 축산진흥원은 2002년 1월에 개정된 제주마 등록 관리 규정 가운데 ‘기초 등록마 외모 심사기준 점수제’를 삭제했던 부분을 개선하고, 외모 심사 때 제주마에 대한 체위별 특징, 몸길이 대 몸통길이 등의 상호비율과 표준편차 인정 범위 등을 구체화해 객관적인 심사 기준을 마련하고, 혈통등록마는 24개월이 지난 뒤 발육 상황을 확인해 기준 체형을 크게 벗어나면 제주마 등록을 취소할 수 있는 근거 규정을 마련했다.

## 참고 자료
- 제주의제주마 - 국가유산청 국가유산포털